# 1987-es Formula–1 olasz nagydíj
Az 1987-es Formula–1-es világbajnokság  tizenegyedik futama az olasz nagydíj volt.

## Futam
Az olasz nagydíjon a Honda bejelentette, hogy a jövő évtől kezdve a Williams helyett a McLarent fogja motorokkal ellátni. A Williams Monzában alkalmazta először az aktív felfüggesztést, egyelőre csak Piquet autójában. A brazil megszerezte a pole-t Mansell és Senna előtt.
Mansell jobban rajtolt, de az egyik sebességváltást elrontotta, így Piquet fordult elsőként az első kanyarban. A második kör elején Berger megpróbálta megelőzni Mansellt, de összeütköztek, így a második hely Boutsené lett. Mansell a 17. körben megelőzte Bergert, majd Boutsent is. A boxkiállásáok után Senna került az élre, Monacóhoz és Detroithoz hasonlóan itt is kerékcsere nélkül próbálta teljesíteni a futamot. A 43. körben Piercarlo Ghinzani Ligier-jének lekörözésekor a Parabolicában a kavicságyba csúszott, Piquet pedig megelőzte. Senna megpróbálta visszavenni a vezetést, de elhasználódott gumijai ezt nem tették lehetővé, így Piquet mögött végzett 2 másodperccel. Mansell harmadik, Berger negyedik, Boutsen ötödik lett.
|         | Rsz. | Versenyző          | Csapat                 | Körök | Idő/Kiesések  | Rajthely | Pontok |
| ------- | ---- | ------------------ | ---------------------- | ----- | ------------- | -------- | ------ |
| 1       | 6    | Nelson Piquet      | Williams-Honda         | 50    | 1:14:47,707   | 1        | 9      |
| 2       | 12   | Ayrton Senna       | Lotus-Honda            | 50    | + 1,806       | 4        | 6      |
| 3       | 5    | Nigel Mansell      | Williams-Honda         | 50    | + 49,036      | 2        | 4      |
| 4       | 28   | Gerhard Berger     | Ferrari                | 50    | + 57,979      | 3        | 3      |
| 5       | 20   | Thierry Boutsen    | Benetton-Ford          | 50    | + 1:21,319    | 6        | 2      |
| 6       | 2    | Stefan Johansson   | McLaren-TAG            | 50    | + 1:28,787    | 11       | 1      |
| 7       | 19   | Teo Fabi           | Benetton-Ford          | 49    | + 1 kör       | 7        |        |
| 8       | 26   | Piercarlo Ghinzani | Ligier-Megatron        | 48    | + 2 kör       | 19       |        |
| 9       | 10   | Christian Danner   | Zakspeed               | 48    | + 2 kör       | 16       |        |
| 10      | 25   | René Arnoux        | Ligier-Megatron        | 48    | + 2 kör       | 15       |        |
| 11      | 11   | Nakadzsima Szatoru | Lotus-Honda            | 47    | + 3 kör       | 14       |        |
| 12 (1)  | 4    | Philippe Streiff   | Tyrrell-Ford           | 47    | + 3 kör       | 24       |        |
| 13 (2)  | 16   | Ivan Capelli       | March-Ford             | 47    | + 3 kör       | 25       |        |
| 14 (3)  | 3    | Jonathan Palmer    | Tyrrell-Ford           | 47    | + 3 kör       | 22       |        |
| 15      | 1    | Alain Prost        | McLaren-TAG            | 46    | + 4 kör       | 5        |        |
| 16      | 24   | Alessandro Nannini | Minardi-Motori Moderni | 45    | + 5 kör       | 18       |        |
| Kiesett | 9    | Martin Brundle     | Zakspeed               | 43    | Váltó         | 17       |        |
| Kiesett | 30   | Philippe Alliot    | Larrousse-Ford         | 37    | Kipördülés    | 23       |        |
| Kiesett | 23   | Adrián Campos      | Minardi-Motori Moderni | 34    | Motorhiba     | 20       |        |
| Kiesett | 18   | Eddie Cheever      | Arrows-Megatron        | 27    | Féltengely    | 13       |        |
| Kiesett | 22   | Franco Forini      | Osella-Alfa Romeo      | 27    | Turbó         | 26       |        |
| Kiesett | 21   | Alex Caffi         | Osella-Alfa Romeo      | 16    | Felfüggesztés | 21       |        |
| Kiesett | 27   | Michele Alboreto   | Ferrari                | 13    | Turbó         | 8        |        |
| Kiesett | 17   | Derek Warwick      | Arrows-Megatron        | 9     | Elektronika   | 12       |        |
| Kiesett | 8    | Andrea de Cesaris  | Brabham-BMW            | 7     | Felfüggesztés | 10       |        |
| Kiesett | 7    | Riccardo Patrese   | Brabham-BMW            | 5     | Motorhiba     | 9        |        |
| NK      | 32   | Nicola Larini      | Coloni-Ford            |       |               |          |        |
| NK      | 14   | Pascal Fabre       | AGS-Ford               |       |               |          |        |

## Statisztikák
Vezető helyen:
- Nelson Piquet: 31 (1-23 / 43-50)
- Ayrton Senna: 19 (24-42)

Nelson Piquet 20. győzelme, 22. pole-pozíciója, Ayrton Senna 7. leggyorsabb köre.
- Williams 38. győzelme.

Nicola Larini első versenye.